# Tanakia
Tanakia es un género de peces de la familia Cyprinidae y de la orden de los Cypriniformes.

## Especies
- Tanakia himantegus (Günther, 1868)
- Tanakia lanceolata (Temminck & Schlegel, 1846)
- Tanakia limbata (Temminck & Schlegel, 1846)
- Tanakia shimazui (S. Tanaka (I), 1908)
- Tanakia tanago (S. Tanaka (I), 1909)

- Datos: Q721629
- Multimedia: Tanakia / Q721629
- Especies: Tanakia